# Ministério do Poder Popular para Comunicação e Informação
O Ministério do Poder Popular para a Comunicação e Informação (MinCI) (anteriormente Ministério de Comunicação e Informação) é um dos órgãos que compõem o gabinete executivo do governo venezuelano, vinculado à Vice-presidência Setorial de Comunicação, Turismo e Cultura. Este ministério é responsável pela política de comunicação do Governo da República Bolivariana da Venezuela. Até 2002, era conhecido como Ministério de Comunicação e Informação da Venezuela.

## Estrutura do Ministério
Gabinete do Vice-ministro de Planejamento Comunicacional
Gabinete do Vice-ministro de Gestão Comunicacional

### Órgãos e Entidades Vinculadas ao Ministério
- Comissão Nacional de Telecomunicações da Venezuela (Conatel)
- Sistema Bolivariano de Comunicação e Informação (SiBCI)

## Censura
O Instituto Imprensa e Sociedade (Ipys) criticou a liberdade de informação e expressão na Venezuela, embora o Ministério do Poder Popular para a Comunicação e Informação tenha respondido a estas acusações criticando o relatório Ipys.

## Ministros
| Ministros de Comunicación e Información de Venezuela |                                  |                    |                         |
| Ordem                                                | Nome                             | Período            | Presidente              |
| 1                                                    | Francisco H. Rivero              | 1936               | Eleazar López Contreras |
| 2                                                    | Honorio Sigala                   | 1936               | Eleazar López Contreras |
| 3                                                    | Alejandro Lara Núñez             | 1936 - 1937        | Eleazar López Contreras |
| 4                                                    | Luis Gerónimo Pietri             | 1937 - 1938        | Eleazar López Contreras |
| 5                                                    | Héctor Cuenca                    | 1988 - 1939        | Eleazar López Contreras |
| 6                                                    | José Rafael Pocaterra            | 1939 - 1941        | Eleazar López Contreras |
| 1                                                    | Numa Quevedo                     | 1941               | Isaías Medina Angarita  |
| 2                                                    | Ovidio Pérez Ágreda              | 1941 - 1942        | Isaías Medina Angarita  |
| 3                                                    | Héctor Cuenca                    | 1942 - 1943        | Isaías Medina Angarita  |
| 4                                                    | Julio Díez                       | 1943 - 1945        | Isaías Medina Angarita  |
| 1                                                    | Mario Ricardo Vargas             | 1945 - 1946        | Rómulo Betancourt       |
| 2                                                    | Valmore Rodríguez                | 1946 - 1947        | Rómulo Betancourt       |
| 3                                                    | Antonio Martín Araujo            | 1947 - 1948        | Rómulo Betancourt       |
| 1                                                    | Leonardo Ruiz Pineda             | 1948               | Rómulo Gallegos         |
| 1                                                    | Oscar Mazzei Carta               | 1952 - 1953        | Marcos Pérez Jiménez    |
| 2                                                    | Félix Román Moreno               | 1953 - 1956        | Marcos Pérez Jiménez    |
| 3                                                    | Luis Llovera Páez                | 1956 - 1958        | Marcos Pérez Jiménez    |
| 4                                                    | José Saúl Guerrero Rosales       | 1958               | Marcos Pérez Jiménez    |
| 5                                                    | Luis Llovera Páez                | 1958               | Marcos Pérez Jiménez    |
| 1                                                    | Luis Hernández Solís             | 1959 - 1960        | Rómulo Betancourt       |
| 2                                                    | Raúl Valera                      | 1960               | Rómulo Betancourt       |
| 3                                                    | Alberto Aranguren Zamora         | 1960 - 1964        | Rómulo Betancourt       |
| 1                                                    | Lorenzo Azpúrua Marturet         | 1964               | Raúl Leoni              |
| 2                                                    | José Joaquín González Gorrondona | 1964 - 1966        | Raúl Leoni              |
| 3                                                    | Héctor Santaella                 | 1966 - 1967        | Raúl Leoni              |
| 4                                                    | Juan Manuel Domínguez Chacín     | 1967 - 1968        | Raúl Leoni              |
| 5                                                    | Lorenzo Azpúrua Marturet         | 1968 - 1969        | Raúl Leoni              |
| 1                                                    | Ramón José Velásquez             | 1969 - 1971        | Rafael Caldera          |
| 2                                                    | Enrique Bustamante Luciani       | 1971 - 1975        | Rafael Caldera          |
| 1                                                    | Armando Sánchez Bueno            | 1974 - 1975        | Carlos Andrés Pérez     |
| 2                                                    | Leopoldo Sucre Figarella         | 1975 - 1976        | Carlos Andrés Pérez     |
| 3                                                    | Jesús Vivas Casanova             | 1976 - 1979        | Carlos Andrés Pérez     |
| 4                                                    | José Ignacio Álvarez Maldonado   | 1979               | Carlos Andrés Pérez     |
| 1                                                    | José Luis Zapata Escalona        | 1979 - 1981        | Luis Herrera Campins    |
| 2                                                    | Enrique Pérez Olivares           | 1981 - 1982        | Luis Herrera Campins    |
| 3                                                    | Guido Díaz Peña                  | 1982 - 1984        | Luis Herrera Campins    |
| 1                                                    | Juan Pedro del Moral             | 1984 - 1988        | Jaime Lusinchi          |
| 2                                                    | Vicente Pérez Cayena             | 1988 - 1989        | Jaime Lusinchi          |
| 1                                                    | Gustavo José Rada                | 1989               | Carlos Andrés Pérez     |
| 2                                                    | Augusto Faría Viso               | 1989 - 1990        | Carlos Andrés Pérez     |
| 3                                                    | Roberto Smith Perera             | 1990 - 1992        | Carlos Andrés Pérez     |
| 4                                                    | Fernando Martínez Mottola        | 1992 - 1993        | Carlos Andrés Pérez     |
| 1                                                    | José Domingo Santander           | 1993 - 1994        | Ramón José Velásquez    |
| 1                                                    | César Quintín Rosales            | 1994               | Rafael Caldera          |
| 2                                                    | Ciro Zaa Álvarez                 | 1994 - 1996        | Rafael Caldera          |
| 3                                                    | Moisés Orozco Graterol           | 1996 - 1998        | Rafael Caldera          |
| 4                                                    | Julio César Martí Espina         | 1998 - 1999        | Rafael Caldera          |
| 1                                                    | Luis Reyes Reyes                 | 1999               | Hugo Chávez             |
| 2                                                    | Julio Montes                     | 1999               | Hugo Chávez             |
| 3                                                    | Alberto Esqueda                  | 1999 - 2000        | Hugo Chávez             |
| 4                                                    | Ismael Hurtado                   | 2000 - 2002        | Hugo Chávez             |
| 5                                                    | Nora Uribe                       | 2002 - 2003        | Hugo Chávez             |
| 6                                                    | Jesse Chacón                     | 2003 - 2004        | Hugo Chávez             |
| 7                                                    | Andrés Izarra                    | 2004 - 2005        | Hugo Chávez             |
| 8                                                    | Yuri Pimentel                    | 2005 - 2006        | Hugo Chávez             |
| 9                                                    | Willian Lara                     | 2006 - 2007        | Hugo Chávez             |
| 10                                                   | Andrés Izarra                    | 2007 - 2008        | Hugo Chávez             |
| 11                                                   | Jesse Chacón                     | 2008 - 2009        | Hugo Chávez             |
| 12                                                   | Blanca Eekhout                   | 2009 - 2010        | Hugo Chávez             |
| 13                                                   | Tania Díaz                       | 2010               | Hugo Chávez             |
| 14                                                   | Mauricio Rodríguez               | 2010               | Hugo Chávez             |
| 15                                                   | Andrés Izarra                    | 2010 - 2012        | Hugo Chávez             |
| 16                                                   | Ernesto Villegas                 | 2012 - 2013        | Hugo Chávez             |
| 1                                                    | Delcy Eloina Rodríguez Gómez     | 2013 - 2014        | Nicolás Maduro          |
| 2                                                    | Jacqueline Faría                 | 2014 - 2015        | Nicolás Maduro          |
| 3                                                    | Desiree Santos Amaral            | 2015 - 2016        | Nicolás Maduro          |
| 4                                                    | Luis José Marcano Salazar        | 2016               | Nicolás Maduro          |
| 5                                                    | Ernesto Villegas                 | 2016 - 2017        | Nicolás Maduro          |
| 6                                                    | Jorge Rodríguez Gómez            | 2017 - 2020        | Nicolás Maduro          |
| 7                                                    | Freddy Ñáñez                     | 2020 - En el cargo | Nicolás Maduro          |